# McLaren MP4-13
O MP4-13 é o modelo da McLaren da temporada de 1998 da Fórmula 1. Condutores: David Coulthard e Mika Häkkinen.  Foi uma evolução natural do MP4/12 desenhado por Neil Oatley porém agora passando pelas mãos de Adrian Newey que introduziu inúmeros melhorias aerodinâmicas que ficaram impedidas de se realizar no carro de 1997. Nesta temporada, a McLaren conseguiu o título de pilotos com Häkkinen, e o título de construtores o que não acontecia desde 1991.
A equipe teve um total de 9 vitórias e 12 pole positions.

## Resultados[1]
(legenda) (em negrito indica pole position e itálico volta mais rápida)
| Ano  | Chassi | Motor                | Pneus | N° | Pilotos         | 1   | 2   | 3   | 4   | 5   | 6   | 7   | 8   | 9   | 10  | 11  | 12  | 13  | 14  | 15  | 16  | Pontos | Posição |  |
| ---- | ------ | -------------------- | ----- | -- | --------------- | --- | --- | --- | --- | --- | --- | --- | --- | --- | --- | --- | --- | --- | --- | --- | --- | ------ | ------- |  |
|      |        |                      |       |    |                 |     |     |     |     |     |     |     |     |     |     |     |     |     |     |     |     |        |         |  |
|      |        |                      |       |    |                 | AUS | BRA | ARG | SMR | SPA | MON | CAN | FRA | GBR | AUT | GER | HUN | BEL | ITA | LUX | JPN |        |         |  |
| 1998 | MP4/13 | Mercedes FO 110G V10 | B     | 7  | David Coulthard | 2   | 2   | 6   | 1   | 2   | Ret | Ret | 6   | Ret | 2   | 2   | 2   | 7   | Ret | 3   | 3   | 156*   | 1º      |  |
| 1998 | MP4/13 | Mercedes FO 110G V10 | B     | 8  | Mika Hakkinen*  | 1   | 1   | 2   | Ret | 1   | 1   | Ret | 3   | 2   | 1   | 1   | 6   | Ret | 4   | 1   | 1*  | 156*   | 1º      |  |

* Campeão da temporada.